# Cristina Caras Lindas
Cristina Caras Lindas (Cubal, Angola, 4 de Janeiro de 1960) é uma apresentadora portuguesa de televisão.
Foi apresentadora na TVI onde apresentou vários programas. Passou também pela RTP onde apresentou o programa Jet7 e, ao lado de António Sala, em 1997, o Festival RTP da Canção. No seu percurso conta ainda com trabalhos como actriz e na rádio. Em 2001, estreia-se como escritora, com o livro Sandálias de Prata. Presentemente está afastada dos ecrãs, tendo regressado à sua terra Natal, em Angola.

## Vida pessoal
Cristina Caras Lindas esteve em coma durante 4 meses em 2016, com um diagnóstico complicado. A revelação só foi feita em Julho de 2016, após estar recuperada.

## Livros
- 2001- Sandálias de Prata[4]
- Fala-me de Amor